# Torre Espacial
La Torre Espacial ou Torre Interama est une tour d'observation de la ville de Buenos Aires, capitale de l'Argentine. Haute de 200 mètres, elle fut construite en 1980 dans le Parque de la Ciudad, un parc de divertissement. Elle a des plateformes 
d'observation situés à 120, 124, 185 mètres de hauteur. Depuis la plus élevée de celles-ci, il est possible de voir la côte uruguayenne.